# İnegöl (stad)
İnegöl is een stad in de provincie Bursa (district İnegöl) in Turkije. In 2010 had de stad 215.375 inwoners. 
İnegöl ligt in het westen van Turkije, in de Marmararegio en is zowel in het Midden-Oosten als in Europa bekend om haar meubelproducten. Ook is de stad beroemd om haar vleesbal, de İnegöl köfte.
İnegöl ligt aan het Uludağ-bergmassief, dat in een beschermd natuurgebied ligt. Vandaag de dag is het een sterk geïndustrialiseerde stad.

## Sport
De stad heeft een voetbalclub: Inegölspor.

## Geboren
- Ayhan Akman (1977), voetballer

- Gemeinsame Normdatei: 7586059-4
- MusicBrainz: f8f12c41-0372-471d-90f1-3edb9a2d71c2
- Virtual International Authority File: 80145857931523021852
- WorldCat: E39PBJgXckhqgPV84ftyvmCWjC